# Resen

Brasão de Resen.

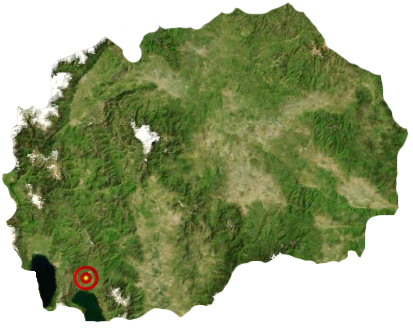
Localização de Resen na Macedônia do Norte.

Resen (em macedônio:  Ресен) é uma cidade na parte sudoeste da Macedônia do Norte. Possui cerca de 9.000 habitantes. Resen está equidistante entre as cidades de Bitola e Ohrid. A cidade está a 880 metros acima do nível do mar e está próximo do Lago Prespa. Resen é também a única cidade macedônica na área do Lago Prespa e é a sede do Município de Resen.